# 晋察冀反八路围攻战役
晋察冀反八路围攻战役又称晋察冀边区反八路围攻战役，是中国抗日战争中，中国八路军晋察冀军区部队、第18集团军115师与日军的一轮交战。
日军为保障后方和铁路运输，调动两万余人，分八路向刚进攻刚建立起来的晋察冀抗日根据地。日军采用分进合击战术。晋察冀军区以游击战袭扰日军，一部在小赛和清城伏击歼灭日军300余人。八路军缴获机枪10挺，步马枪312支，子弹5万发、马10余匹、电台一部、汽车一辆、坦克一辆 。